# Criniger barbatus
Criniger barbatus là một loài chim trong họ Pycnonotidae.